# Lodjakoda
Lodjakoda est un chantier naval à Tartu en Estonie.

## Présentation
Lodjakoda est un complexe de construction navale situé sur les rives de la rivière Emajõgi.
Le Lodjakoda est propriété de la ville de Tartu et est loué à l'association Emajõe Lodjaselts. Lodjakoda est le port d'attache des bateaux Jõmmu, Turma, Koidu et Vanemuine.
La construction du chantier naval Lodjakoda s'est achevée en 2020, les travaux ayant été commandés par la ville de Tartu.
L'ancien chantier naval Lodjakoda, achevé en 2004, était situé au même endroit,.

## L'association Emajõe Lodjaselts
L'Emajõe Lodjaselts est une association à but non lucratif engagée dans le transport aquatique à Tartu a été fondée le 22 avril 2004 par des passionnés de la construction de bateaux et de la voile afin de faire revivre la tradition de la navigation de plaisance sur l'Emajõgi dans le bassin du Lac Peïpous et de construire un parc à bateaux sur les rives de la rivière Emajõgi.
L'association a construit les bateaux Jõmmu (et), le bateau viking Turm (et), le  bateau viking Emma et plusieurs petits bateaux en bois.
Elle a restauré aussi des bateaux dont le Vanemuine (et).

## Galerie

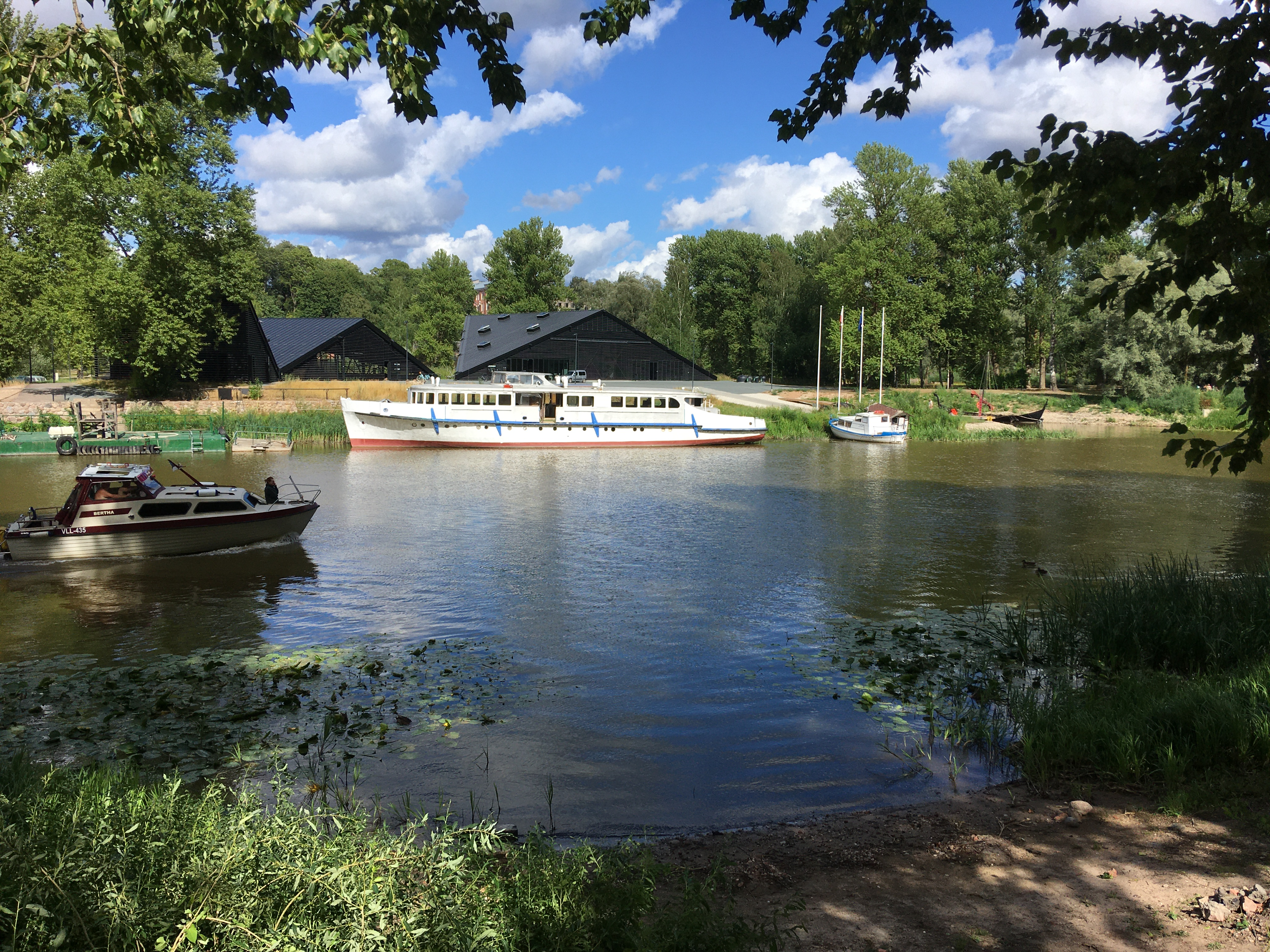
le bateau Vanemuine  près du Lodjakoja en juillet 2021.
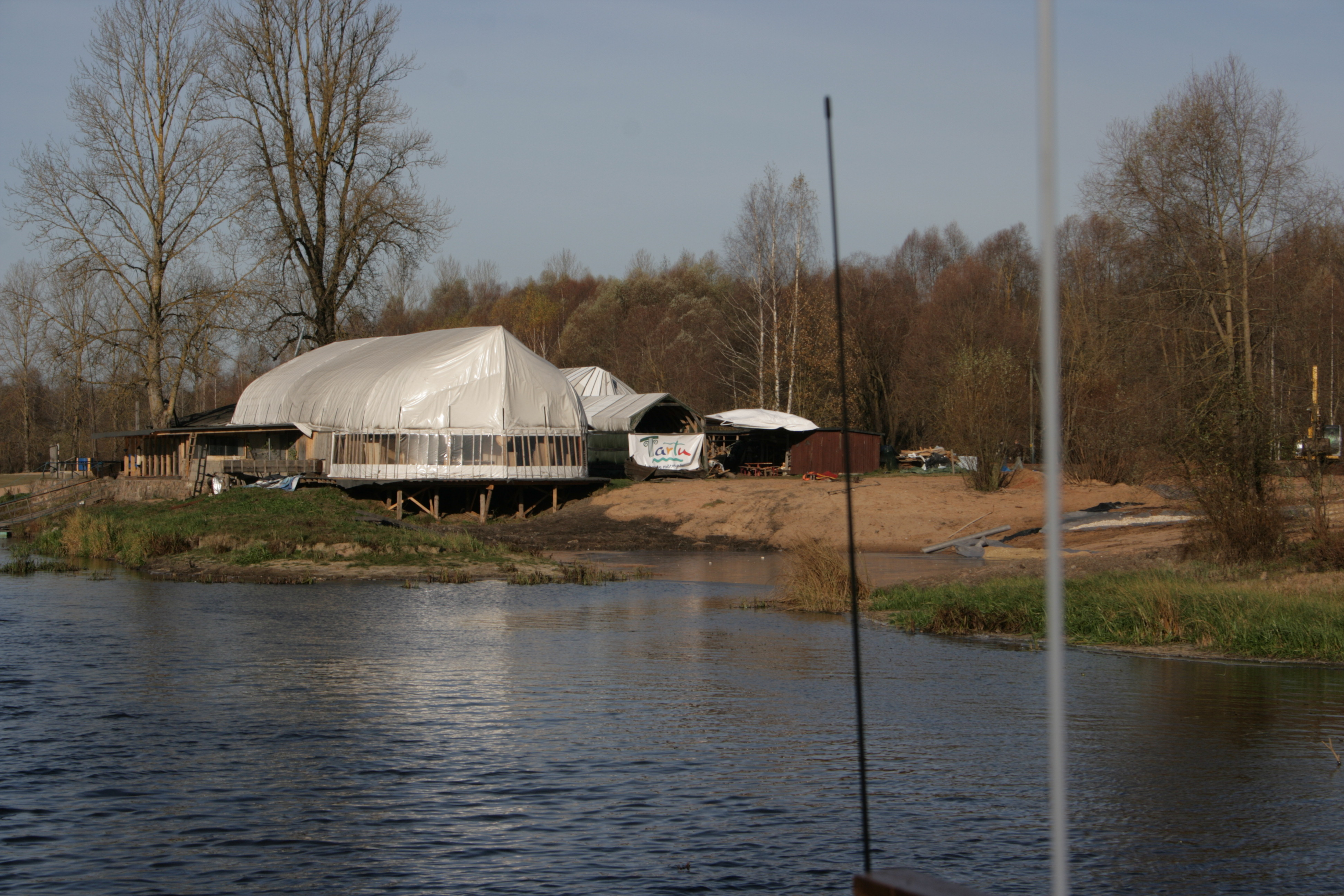
Lodjakoda, vu de l’Emajõgi en octobre 2014.